# François Binjé
François Joseph Binjé, dit Frans ou Franz Binjé est un peintre paysagiste de marines et de vues de ville, né à Liège le 10 octobre 1835 et décédé à Schaerbeek le 10 mai 1900.
Binjé est un peintre, aquarelliste et pastelliste.
Schaerbeek a dénommé une de ses rues Frans Binjé. François Binjé est inhumé au cimetière de Saint-Josse-ten-Noode.

## Biographie
Né en 1835 à Liège, il est l'élève de Henri Van der Hecht.
Bien que de formation autodidacte, il deviendra néanmoins professeur. Réaliste, son style finira par être influencé par l'impressionnisme. Finalement, il fera des émules.
Ce fonctionnaire des chemins de fer a fréquenté le groupe de Tervueren autour d'Hippolyte Boulenger (1837-1874) avec Théodore Baron.
Il fut assidu aux salons d'exposition régionaux dès 1874 et aussi internationaux (Berlin 1869 et Paris 1900).
Deux de ses œuvres figurent au catalogue de la galerie Giroux en 1927.
Il est bien représenté dans les collections du Musée d'Art Wallon de Liège.

## Galerie

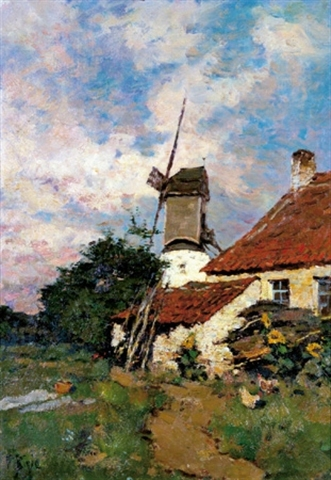
Le Moulin
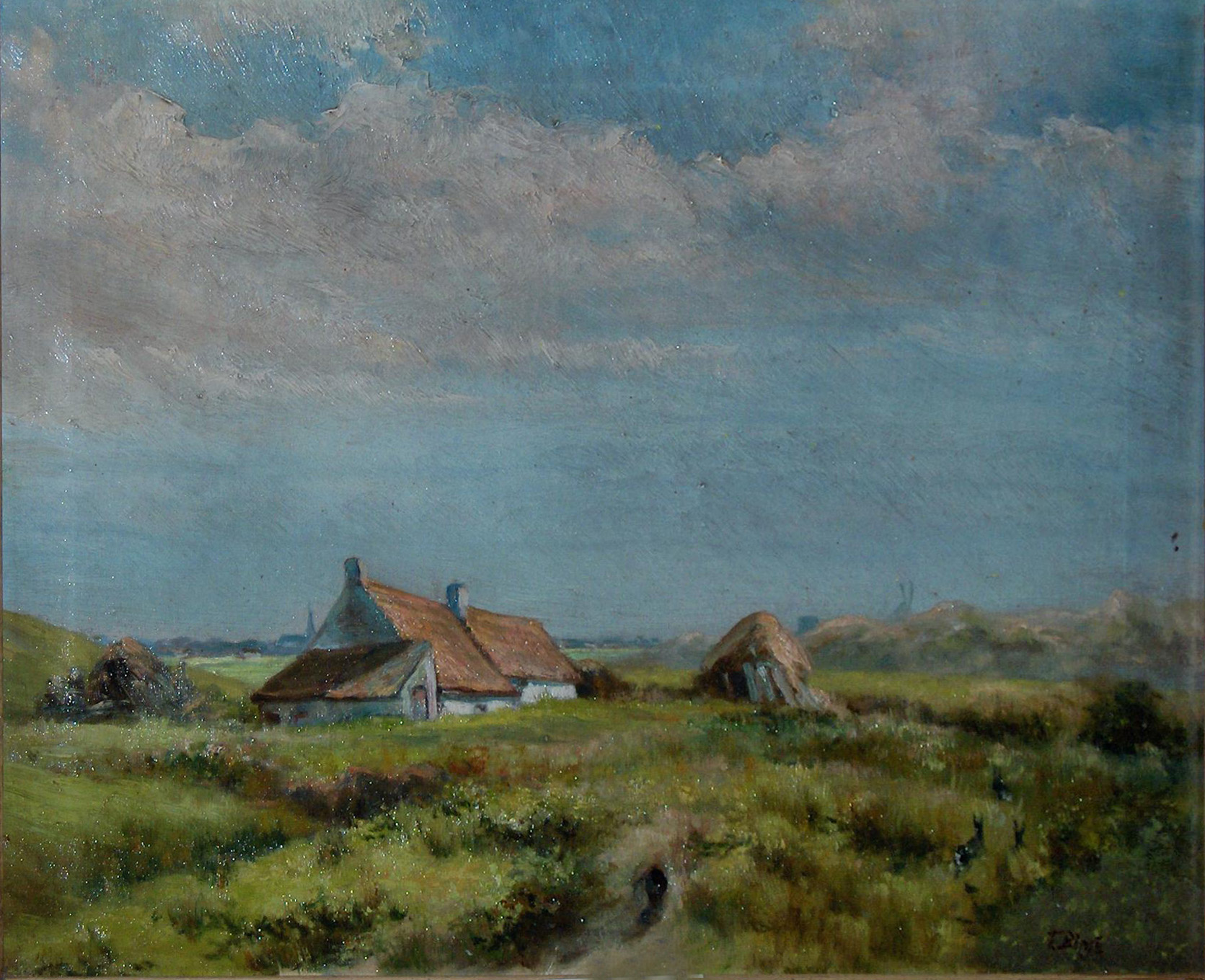
Maisons de pêcheur dans les dunes